# Glaž
Glaž je bio srednjovjekovni grad, sjedište istoimene županije na području današnje Bosne. Točan položaj grada nije poznat.
Prvi put se spominje 1244. kao utvrđeni grad; u njemu je tada boravio ugarsko-hrvatski kralj Bela IV. Spominje se zatim u 1287., pa 1299. U 14. i 15. stoljeću Glaž se spominje još desetak puta. Krajem 14.stoljeća u blizini se razvio gradić Srida. U Glažu je postojao i franjevački samostan, koji se više puta spominje u 1370-im. U posjed Hrvatinića dolazi 1391. Posljednji put se spominje u papinom pismu 1469.
U povelji bosanskog bana Prijezde iz 1287. navode se sela na granici Glaške i Zemljaničke županije: Bistrica, Grabroa i Bulkacka, ali nije jasno koja su to današnja sela, tako da granica županije nije poznata. Glaška županija je bila unutar Zagrebačke biskupije
O položaju grada se zna jedino da je "ležao na granici Usore" u podatku iz 1334. Franjo Rački ga je smjestio na rijeku Vrbas, a Vjekoslav Klaić, Ferdo Šišić i Nikola Bilogrivić oko rijeke Ukrine. Darko Periša je 2005. predložio smještaj Glaža na gradinu u Šušnjarima na desnoj obali Vrbasa, a za županiju je predložio granice na Savi, Vrbasu, Ukrini i planini Uzlomac i donjem toku Vrbanje.